# Logis de la Villatte
Pour les articles homonymes, voir Villatte.
Le logis de la Villatte (ou de la Villate), inchangé depuis le XVIe siècle est situé à Ansac-sur-Vienne dans le département de la Charente en France.

## Historique
François de Pontbriand, soldat breton né à Saint-Malo, nommé par  Louis XI maire de Limoges en 1473 se marie en 1475 avec Mathive Formier qui lui apporte l'importante baronnie dotée d'un sénéchal avec droit de haute et basse justice. Mathive avait perdu son père, Jehan Formier et hérité du fief.
François de Pontbriand, baron de la Villatte sera ambassadeur en Italie puis intendant des travaux du château de Chambord, gouverneur de Blois et maître d'hôtel de François Ier. Il meurt en 1521. La baronnie passe par sa fille Antoinette à Marin de Montchenu puis par l'aînée de ses petites filles Marie-Salomé à Claude de Chateauvieux comte de Confolens.
Le logis de la Villatte ne sera pas leur résidence ni celle de leurs successeurs et sera en 1786 vendu à l'amiral Alexis Poute puis vendu comme bien national.
Le logis de la Villatte a été inscrit monument historique par arrêté du 8 mars 1991 ainsi que la chapelle avec son plafond à caissons est située dans l'aile ouest du logis.

## Architecture
La fuie ronde qui a perdu sa toiture signe l'importance du fief doté de droit de haute et basse justice (et son année de construction correspond au  document royal de leur attribution). Le portail est surmonté de créneaux et donne dans une basse-cour entourée de communs remaniés et transformés en logements.
Le manoir se compose de deux ailes en équerre, le logis du XVe siècle à un étage et toiture en tiers-point et l'aile en équerre du XVIe siècle avec un escalier en vis situé à l'angle des deux ailes. Le système de défense comporte à l'arrière du logis une tour d'angle et deux petites tours carrées.

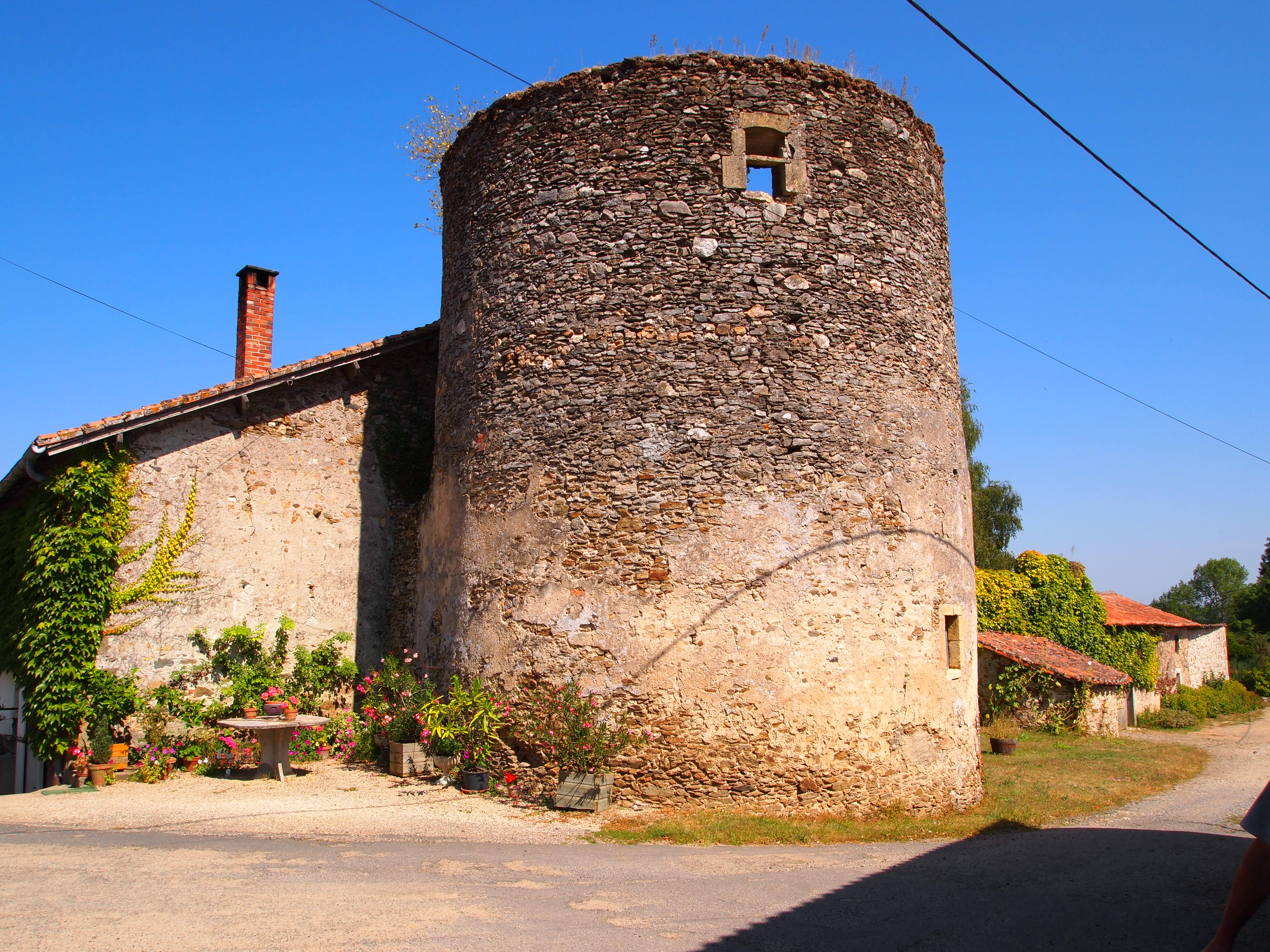
Pigeonnier de seigneur haut-justicier.